# Zell (Üchtelhausen)
Zell ist ein Gemeindeteil der Gemeinde Üchtelhausen im unterfränkischen Landkreis Schweinfurt in Bayern. Von 1437 bis 1802 gehörte Zell zur Reichsstadt Schweinfurt.

## Geographie

### Lage
Das Pfarrdorf Zell liegt in einem Tal der Schweinfurter Rhön (Hesselbacher Bergland), eineinhalb Kilometer westlich von Üchtelhausen und fünf Kilometer nordnordöstlich von Schweinfurt. Die durch den Ort verlaufende Kreisstraße SW 30 führt südwärts durch den Zeller Grund nach Schweinfurt und nordwärts nach Weipoltshausen. 500 m östlich des Ortsrandes von Zell verläuft in Nord-Süd-Richtung die Staatsstraße 2280. Durch das Dorf verläuft der Zellergrundbach. An den zum Teil steilen Hängen rings um den alten Ortskern liegen kleine Neubaugebiete in bevorzugten Wohnlagen.

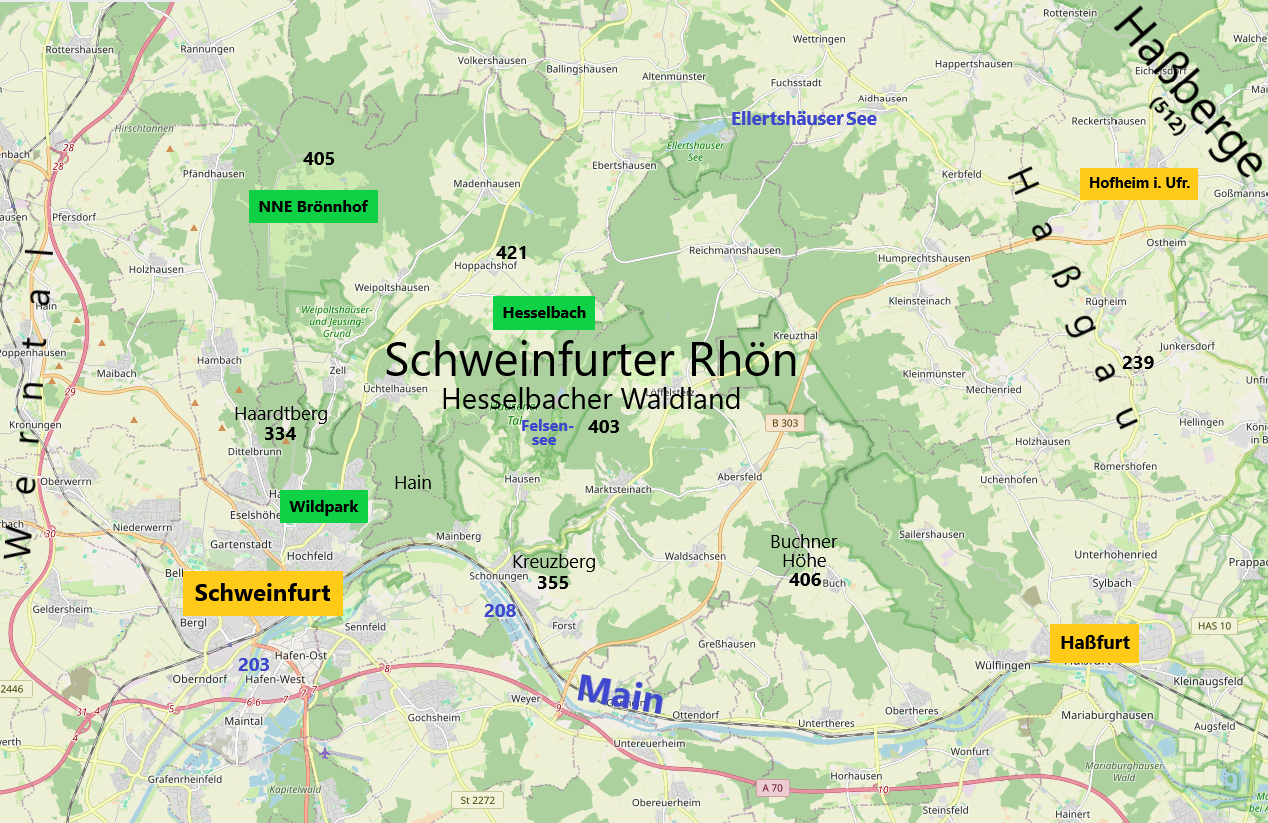
Zell liegt im Westen der Schweinfurter Rhön (bitte Bild vergrößern)

### Hydrologie
Wegen der ausgeprägten Tallage kam es in der Vergangenheit immer wieder zu Hochwässern. Nördlich des Dorfs, an der Einmündung des Jeusinggrundes in den Weipoltshäuser Grund wurde deshalb ein Hochwasserdamm errichtet.

## Geschichte

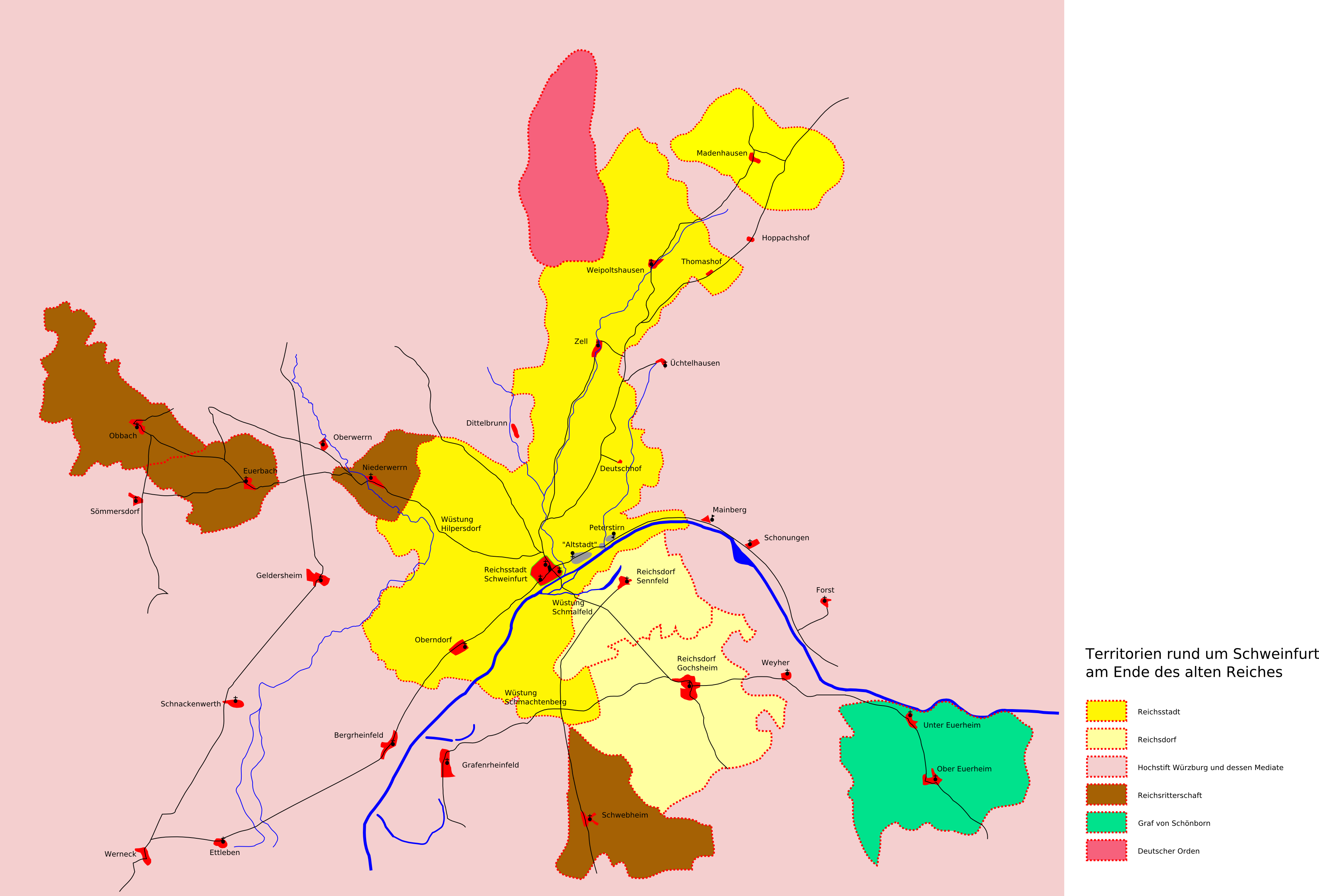
Territorium der Reichsstadt Schweinfurt bis 1802 (dunkelgelb) mit Zell im mittleren Norden

Die erste bekannte urkundliche Erwähnung des Ortes stammt aus dem Jahr 823. Das in der Gemarkung Zell befindliche Dorf Lauerbach wurde spätestens im Jahr 1425 zur Wüstung.
1437 erwarb der Rat der Reichsstadt Schweinfurt für insgesamt 18.000 Gulden Zell zusammen mit dem benachbarten Weipoltshausen und anderen Dörfern und Ländereien. Die Einwohner dieser Ortschaften waren Untertanen der Reichsstadt und besaßen in der Regel kein Bürgerrecht. Da sich Schweinfurt 1542 der Reformation anschloss, wurde auch Zell evangelisch. Im Jahr 1717 wurde die evangelische Kirche des Ortes erbaut.
Durch den Reichsdeputationshauptschluss kam Schweinfurt 1802 zum Herzogtum Bayern (siehe: Schweinfurt, Königreich Bayern). Zell und alle anderen zum reichsstädtischen Territorium gehörenden Dörfer wurden ausgegliedert. Zell wurde dadurch eine Gemeinde mit Gemeinderat und Bürgermeister.
Am 1. Mai 1978 wurde Zell im Rahmen der Gebietsreform in Bayern ein Gemeindeteil von Üchtelhausen, einer neuen Großgemeinde, die fast die ganze westliche Schweinfurter Rhön umfasst, mit dem Rathaus in Hesselbach.

## Kultur und Sehenswürdigkeiten

### Bauwerke
Auf einer Anhöhe oberhalb des Ortskerns liegt das Ensemble aus der evangelischen Dorfkirche, der Matthäuskirche und dem Pfarrhaus. Das alte Pfarrhaus in der Friedhofstraße wurde 1604 erbaut und zählt zu den ältesten evangelischen Pfarrhäusern Bayerns.

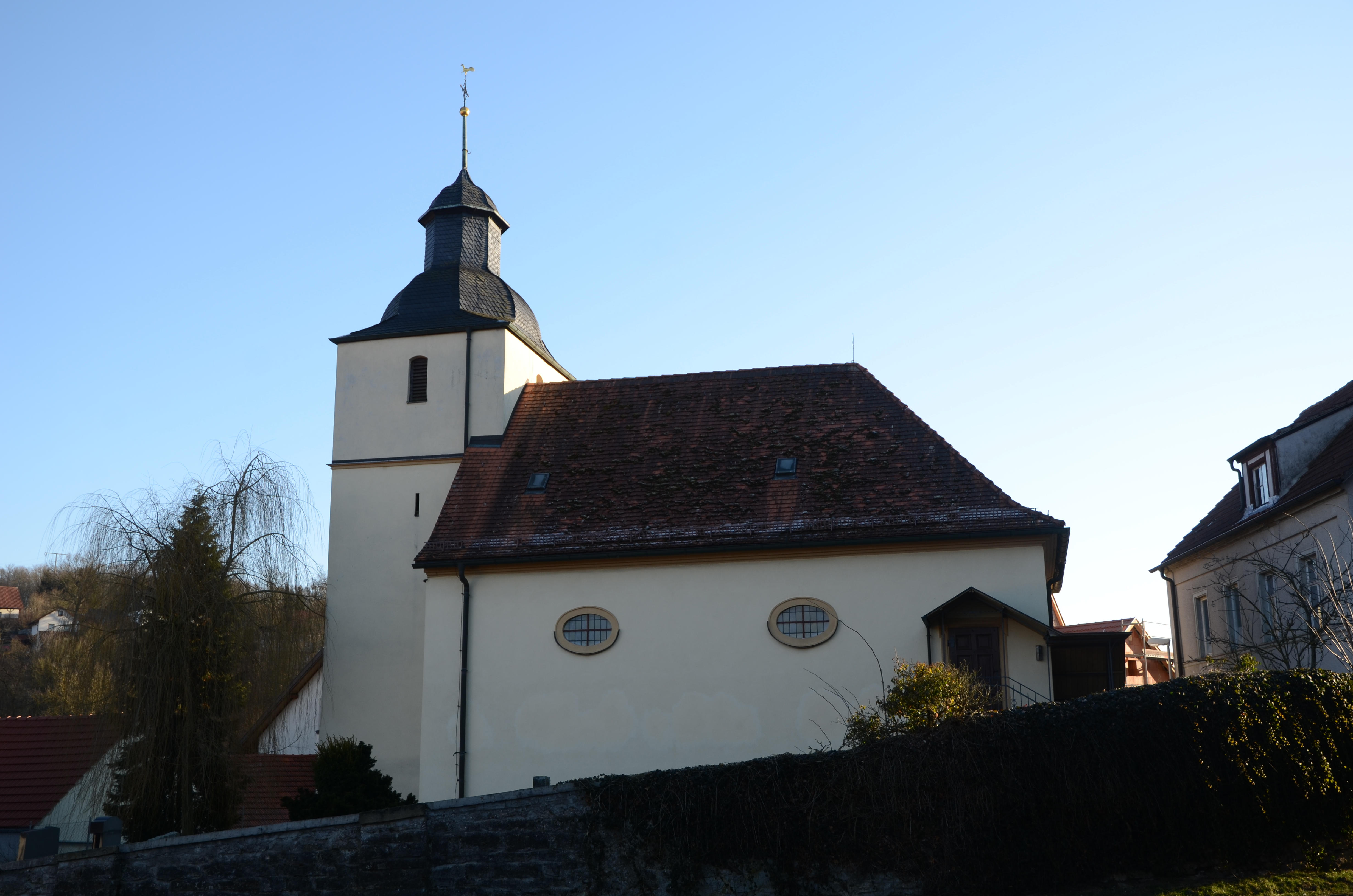
Matthäuskirche
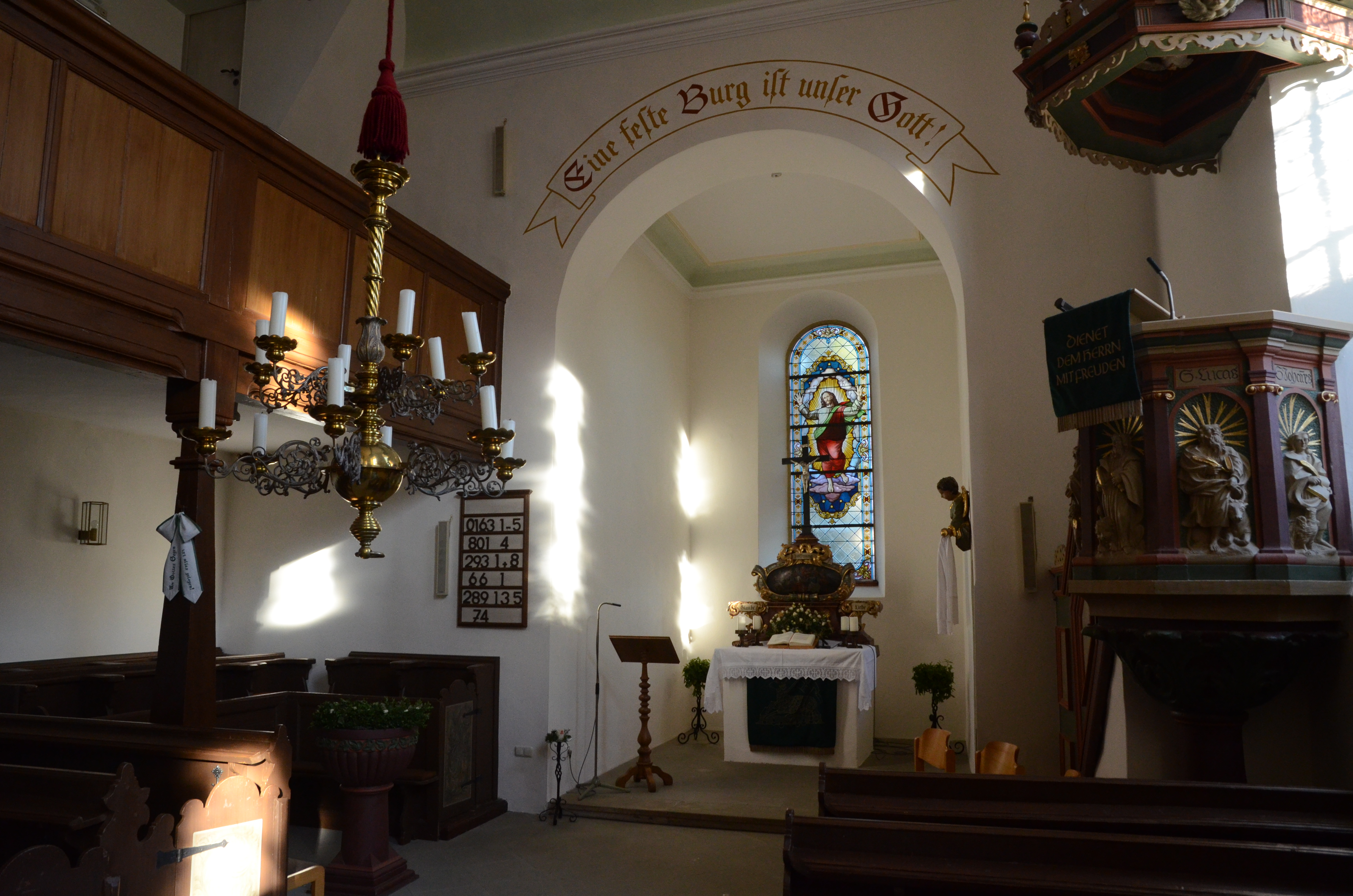
Matthäuskirche von innen

### Natur und Naherholung
Zell liegt im Naherholungsgebiet von Schweinfurt und ist in das Wanderwegenetz der Schweinfurter Rhön integriert. Nahe nördlich des Orts liegt in einem ehemaligen US-Standortübungsplatz der U.S. Army Garrison Schweinfurt (bis 2014) das Nationale Naturerbe (NNE) Brönnhof (seit 2016). Es ist die größte Naturerbefläche Bayerns und befindet sich innerhalb des größten unbesiedelten Gebiets (ca. 25 km²) der Schweinfurter Rhön. Zell ist der Ausgangspunkt für Wanderungen durch den Jeusinggrund zum Brönnhof und in das große Waldgebiet Jeusungen, das auf einer Höhe von bis zu 417 m ü NN liegt.

## Persönlichkeiten
- Lorenz Schmidt (* 1702 in Zell; † 1749 in Wolfenbüttel), Theologe der frühen Aufklärung